# Isogona natatrix
Isogona natatrix là một loài bướm đêm thuộc họ Erebidae. Nó được tìm thấy ở Bắc Mỹ, bao gồm Texas.